# Polystachya canaliculata
Polystachya canaliculata är en orkidéart som beskrevs av Victor Samuel Summerhayes. Polystachya canaliculata ingår i släktet Polystachya och familjen orkidéer. Inga underarter finns listade i Catalogue of Life.